# Paraponerinae
Paraponerinae is een onderfamilie van van de familie mieren.

## Geslachten
(Indicatie van aantallen soorten per geslacht tussen haakjes)
- Paraponera  (1)
- Paraprionopelta  (1)